# محمد علاء
محمد علاء یک پژوهشگر ایرانی است. در حال حاضر او استاد دانشگاه ایالتی کالیفرنیا در شهر لس‌آنجلس می‌باشد و در رشته مدیریت بازرگانی مشغول به تدریس است. وی در چند دانشگاه مختلف دنیا به عنوان استاد یا مشاور تدریس کرده‌است. او مدیر چند وب سایت ایرانی از جمله سازمان اینترنتی خلیج فارس می‌باشد.

## تحصیلات
علاء در سال ۱۳۵۵ موفق به اخذ مدرک کارشناسی بازرگانی از دانشگاه تهران شد و در سال ۱۳۶۲ مدرک دکترای خود را از دانشگاه ایالتی لوئیزیانا دریافت کرد. وی به عنوان استاد مدعو در دانشگاه‌های شهر تهران، پکن و شهرهای مختلف آفریقا تدریس کرده‌است. نتایج مطالعات و مقالات او به عنوان یکی از منابع کتابهای درسی دانشگاهی در آمریکا مورد استفاده قرار می‌گیرد.

## جوایز و افتخارات
علاء برنده جایزه سازمان ملل متحد در زمینه برنامه پیشرفت برای کشورهای توسعه‌یافته است. وی در سال ۱۹۹۵ میلادی به عنوان استاد برجسته در دانشگاه ایالتی کالیفرنیا انتخاب شد.